# Heiligenstein
Heiligenstein é uma comuna francesa na região administrativa de Grande Leste, no departamento Baixo Reno. Estende-se por uma área de 3,99 km². Em 2010 a comuna tinha 983 habitantes (densidade: 246,4 hab./km²).